# Piper LBP
Le Piper LBP était une bombe planante américaine, ou « Glomb », développée par Piper Aircraft pour l'US Navy au cours de la Seconde Guerre mondiale. Constituant l'un des trois prototypes de « Glomb » commandés par la Marine américaine, les limitations du concept ainsi que le niveau technologique de l'époque, combinés avec des difficultés pendant les tests du prototype, menèrent à la réduction du contrat de production du LBP-1, puis à son annulation. Aucun des exemplaires ne fut utilisé en service opérationnel.

## Conception et développement
Au cours du mois de décembre 1940, l'US Navy démarra l'étude d'une proposition de « bombe-planeur » (en anglais : glider bomb), qui devait être un aéronef non propulsé et peu coûteux, télécommandé depuis un autre avion — celui-ci étant conventionnel — et étant capable de délivrer des bombes sur une cible ennemie sans mettre l'équipage en danger face aux défenses antiaériennes de la cible. La bombe planante, ou « Glomb », devait être remorquée par un avion embarqué classique jusqu'à la zone de sa cible. Le guidage suivant le largage du planeur devait être effectué par le biais d'une caméra de télévision installée dans le nez du planeur, qui transmettait son signal à un avion piloté, à bord duquel un opérateur utilisait un signal radio pour contrôler la descente du Glomb vers sa cible. À la suite de l'évaluation initiale de la Navy, il fut jugé que le concept du Glomb était intéressant et qu'il méritait que son développement soit continué, et le projet reçut un statut officiel par le Bureau of Aeronautics, en avril 1941.
Les tests initiaux du concept du Glomb furent réalisés à l'aide de planeurs existants convertis pour être contrôlés à distance, sans pilote à bord. Ces tests semblèrent indiquer que le concept était prometteur, et une requête pour la création de concepts par l'Industrie fut publiée. Trois compagnies reçurent des contrats pour développer un Glomb opérationnel, celles-ci étant Pratt-Read, Piper Aircraft et Taylorcraft. Le concept de Piper, désigné LBP-1, était un monoplan conventionnel à aile haute, équipé d'un train d'atterrissage tricycle et prévu pour emporter 1 814 kg de bombes. Bien que le LBP-1 ait été totalement capable d'être contrôlé via son système TV et radio, il conservait un cockpit, permettant à un pilote de prendre les commandes pour les vols d'entraînement ou d'évaluation,.

## Carrière opérationnelle
Le contrat de la Navy faisait initialement appel à la production de 100 exemplaires de chacun des trois modèles de Glomb, dont le LBP-1. Toutefois, les essais de cet appareil indiquèrent que la faible performance du planeur, combinée à des difficultés techniques avec le système de guidage par télévision, rendaient le concept opérationnellement inutilisable. Par conséquent, le contrat de production du LBP-1 fut réduit à seulement 35 exemplaires au début de l'année 1945. En juin de la même année, le programme du LBP-1 fut arrêté, l'avion ayant été jugé comme ayant des caractéristiques de vol dangereuses lorsqu'il tentait d'atterrir en étant lourdement chargé.

## Spécifications techniques
Données de Guidance and Homing of Missiles and Pilotless Aircraft.
Caractéristiques générales
- Équipage : sans (appareil téléguidé), 1 pilote en option pour les entraînements
- Longueur : 8,76 m
- Envergure : 10 m
- Surface alaire : 16,1 m2
- Masse typique : 3 130 kg

 Performances 
- Vitesse maximale : 483 km/h

Armement

- 1 bombe de 1 814 kg

### Magazines
- (en) « Pilotless Aircraft », Naval Aviation News,‎ janvier 1946 (lire en ligne [PDF]).